# Xian de Shilou
Pour les articles homonymes, voir Shilou.
Le xian de Shilou (石楼县 ; pinyin : Shílóu Xiàn) est un district administratif de la province du Shanxi en Chine. Il est placé sous la juridiction de la ville-préfecture de Lüliang.

## Démographie
La population du district était de 100 512 habitants en 1999.